# University of Toledo
De University of Toledo (UT) is een universiteit gelegen in de stad Toledo in de Amerikaanse staat Ohio. 
De universiteit is een algemene onderzoeksinstelling met een breed studieaanbod, gekend voor sterke onderzoeksgroepen in wetenschappen, ingenieurswetenschappen en biomedische wetenschappen. Tegenwoordig heeft de instelling meer dan 20.000 studenten.

## Geschiedenis
De universiteit werd gesticht in 1872 als de Toledo University of Arts and Trades. Na zes jaar sloot de instelling de deuren om te heropenen in 1884  als een ambachtsschool, de Toledo Manual Training School. Enkele jaren later werd het evenwel toch terug een universiteit. De universiteit breidde zich uit in het stadscentrum en meerdere verschillende wijken van Toledo over meer dan 100 verschillende gebouwen en campussen.